# 卡平扎尔
卡平扎尔是巴西圣卡塔琳娜州的一个市镇。总面积333.98平方公里，总人口23180人，人口密度69.4人/平方公里。